# Одни неприятности
«Сплошные неприятности» (англ. Nothing But Trouble) — кинофильм, чёрная комедия, режиссёрский дебют Дэна Эйкройда, снятый в 1991 году.
Сценаристом также выступил Дэн Эйкройд, он написал сценарий основанный на сюжете рассказа его брата Питера. В главных ролях снимались Чеви Чейз и Деми Мур, Дэн Эйкройд и Джон Кенди.
Критики сравнивали картину с такими фильмами, как «Эбботт и Костелло встречают Франкенштейна», «Психо», сериал «Техасская резня бензопилой» и «Шоу ужасов Рокки Хоррора».

## Сюжет
На вечеринке в своем пентхаусе, издатель финансового журнала — КрисТорн встречает адвоката Дайану Лайтсон и соглашается сопровождать ее на встречу с клиентом в Атлантик-Сити. Вслед за ними решили поехать клиенты Криса — неприятные латиноамериканские миллионеры — Фаусто и Реналда
Нарушив правила дорожного движения, Крис объезжает автомагистраль Нью-Джерси и оказывается в старой деревне «Валкенвания», вслед за ним следует офицер полиции — Деннис Валкенхейзер со своей напарницей. Они сопровождают машину до здания городского суда, который оказывается старым особняком. Заправляет там 106-летний судья Элвин.
Ночью они выясняют, что судья Элвин вершит самосуд и казнит осужденных. Крис, Дайана и бразильцы присутствуют на обеде и узнают, что судья держит их там из мести. Группа пытается сбежать, но Крис и Дайана перехвачены немой внучкой Элвина — Элдоной, бразильцы же убегают, заключив сделку с Деннисом, который решает сбежать с ними.
Судья держит Криса и Дайану в заложниках, но в конечном итоге они убегают, но по пути разделяются. Дайна выбирается из дома на свалку; здесь она встречает двух похожих на троллей существ по имени Бобо и Лил Деббулл (сильно деформированных внуков судьи). Подружившись с этими существами, Дайана мельком видит, как Элдона уничтожает машину Криса.
Крис пробирается в личную комнату судьи, но его быстро ловят. Валкенхейзер наказывает его в соответствии с политикой этого Дома, согласно которой Крис должен жениться на Элдоне. Тем временем в зале суда группа Digital Underground удерживается, по обвинению в превышении скорости, но судья освобождает их от ответственности за хорошую рэп-импровизацию. Он просит их остаться свидетелями на свадьбе. Крис умоляет группу помочь ему сбежать. Группа уходит, не понимая его, а разъяренный Элвин приговаривает Криса к смерти. Торну удается сбежать и даже, в последнюю минуту, спасти от смерти Дайану. На грузовом поезде они едут обратно в Нью-Йорк и сообщают о своем тяжелом положении властям, особняк Элвина подвергается обыску со стороны местной и государственной полиции. Криса и Дайану просят сопровождать офицеров до места происшествия.
После Крис и Дайана возвращаются в Нью-Йорк, где Торн случайно видит судью Элвина по телевизору, размахивающего водительскими правами Криса, заявляющего, что он и его семья планируют переехать к своему новому зятю в Нью-Йорк.

## В ролях
| Актёр              | Роль                            |
| ------------------ | ------------------------------- |
| Чеви Чейз          | Крис Торн                       |
| Деми Мур           | Дайана Лайтсон                  |
| Дэн Эйкройд        | судья Элвин Валкенхейзер / Бобо |
| Джон Кэнди         | Дэннис / Элдона                 |
| Тейлор Негрон      | Фаусто Скуиринизи               |
| Бертила Дамас      | Ренальда Скуиринизи             |
| Брайан Дойл-Мюррей | Брайан                          |
| Питер Эйкройд      | швейцар Майк                    |
| Дэниел Болдуин     | бандит Арти                     |
| Тупак Шакур        | задержанный рэпер               |

## Стиль и интерпретации
Entertainment Weekly, Vibe and Den of Geek описали фильм, как комедию с элементами ужасов.
Критик «Los Angeles Times» Питер Райнер писал: «Фильм, похоже, является удачным попаданием между Психо „Эббот и Костелло встречают Франкенштейна“».
Лу Седроне, пишущий для «Балтимор Сан», сказал, что фильм «Выглядит, как комедийная версия серии фильмов „Техасская резня бензопилой“».
Кэндис Рассел, пишущая для «Sun-Sentinel», назвала «„Одни неприятности“ вариацией „Шоу ужасов Рокки Хоррора“».
В целом, критики описали юмор фильма, как «проистекающий из комедийных скетчей».

## Производство
Сценарий картины начал разрабатываться после показа фильма «Восставший из ада» 1987 года, который продюсер Роберт Уайсс посетил вместе с Дэном и Питером Эйкройдом. Как только фильм начался, все трое увидели, как зрители смеются над фильмом, хотя это ужасы, Уайсс предложил создать нечто подобное, поскольку зрителям нравится смеяться и одновременно пугаться. Питер Эйкройд рассказал об инциденте, в котором Дэн был задержан полицией за превышение скорости в северной части штата Нью-Йорк и предстал перед судом, который Дэн называл «судом кенгуру», после, он был оштрафован на 50 долларов. Судья пригласил Дэна остаться на чай, и он остался там на четыре часа. Было предложено разработать страшную историю на основе этого события, и Эйкройд потратил 6 месяцев на написание сценария под названием «Git», который позже был изменен на «Road to Ruin»; Дэн Эйкройд назвал сценарий «фильмом-монстром» и сравнил его с «Битлджусом» и «Техасской резнёй бензопилой». Многие из странных персонажей и событий сценария, такие как гигантские младенцы-мутанты, были основаны на снах режиссера. Придуманная им история происходила в вымышленном городе Валкенвания, прототипом которого служил город Сентрейлия, штат Пенсильвания.
Картина была запущена в работу 7 мая 1990 года в Лос-Анджелесе, штат Калифорния, под названием «Trickhouse». 12 июля название было изменено на «Valkenvania», а релиз был назначен на Рождество 1990 года.
Во время съемок Чеви Чейз отвратительно себя вел, он унижал и оскорблял членов актерского состава и съемочной группы, рассказывал Деми Мур, что ее костюм слишком откровенен, и кричал на Эйкройда.
Фильм превысил свой изначальный бюджет на 5 миллионов долларов.

## Саундтрек
Трек-лист к фильму был выпущен в 1991 году компанией Warner Bros. Records. Он состоит из 10 песен:
| №   | Название                                                             | Создатель                                              |
| --- | -------------------------------------------------------------------- | ------------------------------------------------------ |
| 1.  | «The Good Life» (в исполнении Рэя Чарльза)                           | Марти Пэйч                                             |
| 2.  | «Same Song» (в исполнении Digital Underground)                       | Shock G                                                |
| 3.  | «Get Over» (в исполнении Ника Скотти)                                | - Мадонна - Шеп Петтибон                               |
| 4.  | «Big Girls Don’t Cry» (в исполнении Фрэнки Валли и the Four Seasons) | Боб Крю                                                |
| 5.  | «Tie the Knot» (в исполнении Digital Underground)                    | Shock G                                                |
| 6.  | «Bonestripper» (в исполнении Damn Yankees)                           | Рон Невисон                                            |
| 7.  | «Atlantic City (Is a Party Town)» (в исполнении Elwood Blues Revue)  | - Брюс Гоуди - Питер Эйкройд                           |
| 8.  | «La Chanka» (в исполнении Бертилы Дамас)                             | Питер Эйкройд                                          |
| 9.  | «I Mean I Love You» (в исполнении Хэнка Уильямса-младшего)           | - Барри Беккет - Хэнк Уильямс младший - Джим Эд Норман |
| 10. | «Valkenvania Suite» (в исполнении Майкла Камена)                     |                                                        |

Также существуют четыре песни, которые появились в фильме, но не были включены в альбом саундтрека::
- «A Garden in the Rain» в исполнении Blue Barron
- «She’s a Great, Great Girl» в исполнении Джека Тигардена
- «Wabash Cannonball» в исполнении Дока Ватсона
- «Helen Claire» в исполнении Майкла Камена

## Критика
Фильм был плохо принят критиками.
В статье для «Нью-Йорк Таймс» Винсент Кэнби раскритиковал сценарий Эйкройда, полагая, что его история имеет «слабые стороны», и сказал, что «фильм выглядит не смешно, а дорого».
Критик «Лос-Анджелес Таймс» Питер Райнер писал: «Если вы хотите, чтобы вас закидали несвежими шутками, тогда вам эта картина может показаться забавной. Иногда талант актеров сглаживают осечки и выдают запоминающиеся сцены».
Критик Chicago Tribune Дейв Кер написал, что «„Valkenvania“ претендует на возможность стать одной из самых легендарных катастроф кинематографа, фильм настолько же смешной, насколько и неприятный, и настолько болезненный, что смотреть на него невозможно».
На сайте «Rotten Tomatoes» фильм имеет рейтинг 5 %, на основании 22 рецензий критиков, со средней оценкой 2,2 из 10.
IGN назвали фильм «Одни неприятности» худшим за всю карьеру Дэна Эйкройда.